# Riksdagsvalget i Sverige 2022
Riksdagsvalget i Sverige 2022 blev afholdt søndag den 11. september 2022.
Ved valget vil medlemmerne af Sveriges riksdag for mandatperioden 2022-2026 blive valgt. Samtidig med riksdagsvalget bliver der også afholdt kommunal- og regionsvalg i Sverige.

## Partier
Tabellen viser hvilke partier som er repræsenteret i Riksdagen før valget.
| Navn | Navn | Navn                | Hovedideologi                     | Leder                    | Valgresultat 2018 | Valgresultat 2018 |
| Navn | Navn | Navn                | Hovedideologi                     | Leder                    | Stemmer (%)       | Mandater          |
| ---- | ---- | ------------------- | --------------------------------- | ------------------------ | ----------------- | ----------------- |
|      | S    | Socialdemokraterna  | Socialdemokratisme                | Magdalena Andersson      | 28,26 %           | 100 / 349         |
|      | M    | Moderaterna         | Liberalkonservatisme              | Ulf Kristersson          | 19,84 %           | 70 / 349          |
|      | SD   | Sverigedemokraterna | Socialkonservatisme, nationalisme | Jimmie Åkesson           | 17,53 %           | 62 / 349          |
|      | C    | Centerpartiet       | Grøn liberalisme                  | Annie Lööf               | 8,61 %            | 31 / 349          |
|      | V    | Vänsterpartiet      | Socialisme                        | Nooshi Dadgostar         | 8,00 %            | 28 / 349          |
|      | KD   | Kristdemokraterna   | Kristendemokrati                  | Ebba Busch               | 6,32 %            | 22 / 349          |
|      | L    | Liberalerna         | Liberalisme                       | Johan Pehrson            | 5,49 %            | 20 / 349          |
|      | MP   | Miljöpartiet        | Grøn ideologi                     | Märta Stenevi Per Bolund | 4,41 %            | 16 / 349          |